# Apoštolská prefektura Jižní Patagonie
Apoštolská prefektura Jižní Patagonie byla prefektura římskokatolické církve, nacházející se v Chile a Argentině.

## Historie
Vytvořena byla roku 1884 a to z části území diecéze Ancud. Její území zasahovalo do Chile a Argentiny.
Dne 4. října 1916 byla dekretem Quae rei sacrae Konzistorní kongregace zrušena a její území bylo potlačeno do arcidiecéze Buenos Aires a do nově vzniklého apoštolského vikariátu Magallanes y Islas Malvinas.